# ステファヌ・シャピュイサ
- ステファン・シャプイサ

ステファヌ・シャピュイサ（Stéphane Chapuisat、1969年6月28日 - ）は、スイス、ローザンヌ出身の元サッカー選手。現役時代のポジションはFW。シャプイサという表記の方が多い。

## 経歴
ワールドカップ・アメリカ大会、UEFA EURO '96、UEFA EURO 2004に出場した元スイス代表ストライカー。2003年、UEFAジュビリーアウォーズにおいてスイスサッカー協会の推薦を受け、過去50年における自国で最も優れた選手50人に選出された。
ボルシア・ドルトムントでは、多くの得点やアシストでチームに貢献していた。ブンデスリーガでは228試合に出場し、106点を挙げた。1994-95年シーズンにチーム創設以来初のブンデスリーガ優勝を果たした。1997年には決勝でユヴェントスFCを破ってUEFAチャンピオンズリーグ制覇、同年のインターコンチネンタルカップではクロスでミヒャエル・ツォルクのゴールのお膳立てをすると、後半相手DFを退場に追い込み、勝利に貢献した。